# Greenwood (Missouri)
Greenwood is een plaats (city) in de Amerikaanse staat Missouri, en valt bestuurlijk gezien onder Jackson County.

## Demografie
Bij de volkstelling in 2000 werd het aantal inwoners vastgesteld op 3952.
In 2006 is het aantal inwoners door het United States Census Bureau geschat op 4558, een stijging van 606 (15,3%).

## Geografie
Volgens het United States Census Bureau beslaat de plaats een oppervlakte van
10,5 km², geheel bestaande uit land.

## Plaatsen in de nabije omgeving
De onderstaande figuur toont nabijgelegen plaatsen in een straal van 12 km rond Greenwood.